# Pierre Louis Pinel
Pour les articles homonymes, voir Pinel.
Pierre Louis Pinel, né le 8 novembre 1761 à Saint-James et mort le 30 novembre 1838 à Avranches, est un homme politique français.

## Biographie
Fils d’un marchand, on ignore la profession qu’il exerçait avant la Révolution. 
En 1790, il fut élu administrateur d’Avranches et, en 1792, il fut élu député à la Convention par le département de la Manche. Membre de la Convention, lors du procès du Roi, il répondit au troisième appel nominal : « je ne puis cumuler les fonctions de juge et de législateur ; je vote librement pour la détention ». Il participa aux actions de la majorité thermidorienne et fut sous le Directoire député de la Manche au Conseil des Cinq-Cents jusqu’en l’an V. On l'y remarqua surtout par sa discrétion et sa prudence.
Il fut maire d’Avranches de 1800 à 1802, ainsi que conseiller général de la Manche.

## Sources
- Jules Michelet, Histoire de la Révolution française.
- « Pierre Louis Pinel », dans Adolphe Robert et Gaston Cougny, Dictionnaire des parlementaires français, Edgar Bourloton, 1889-1891 [détail de l’édition]
- Nicolas Pinel, La Pinellistique : histoire et origine des Pinel dans le monde, 2007. (mars 2008).